# 国鉄方向幕書体

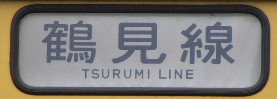
実物の書体

国鉄方向幕書体（こくてつほうこうまくしょたい）は、ロールズが2005年（平成17年）から開発を開始した、国鉄型車両の方向幕の特徴を再現した書体である。

## 概要
日本国有鉄道（国鉄）を走行する列車には、列車の行き先を独特の文字で表示する方向幕が取り付けられていた。この文字は全国各地で統一されたかの様になっていた。しかし、同一の行き先でも車両形式によって字形の差異があるなど、文字の詳細は不明な点も多かった。
ロールズ独自の調査により、方向幕の文字の図面は「国鉄車両設計事務所」により図面化されていたこと、車体形式の標記文字の一部として、車体形式ごとに方向幕の文字図面が作成されていたこと、コスト圧縮のために共通化できる文字を複数の列車形式で共有していたこと等が明らかになった。
国鉄方向幕書体は、標記文字の特徴をロールズが独自に検討し、デジタル化することで再び広く使えるのではないかと考え開発された書体である。2007年（平成19年）3月30日にリリースされたv0.077aより教育漢字に対応し、成果物フリーライセンスとなった。
後述の規約変更などを経て2021年（令和3年）1月1日現在、日本国内向けはドネーションウエア形態に統一されているが、2023年10月現在ホームページが閉鎖されており配布を終了したと見られる。

## サポートされている文字
- 常用漢字
- 人名用漢字の一部(常用漢字の旧字体などで許容されている文字は再現できない)
- 市町村などの地名としての漢字
- 新聞漢字
- 全国の駅名漢字
- 平仮名
- 片仮名
- 英数字
- 一部の記号

なお、旧字体や、使用率の低い漢字や複雑な文字については再現できず、その部分が空白となる。

## 動作できる環境
TTFやOTFが使用できる環境であればどちらでも使用できる。

## ライセンス
インストール時に添付されている利用許諾条件に同意しなければならない。利用承諾書は改定される場合があり、利用者は60日に1度はロールズホームページにて確認する必要がある。

### 無償公開の終了
利用許諾条件を無視した問い合わせが多かったこと、大手企業を含めて無償利用がほとんどでありビジネスの成約に繋がることがなく、ロールズの経済的な活動維持が危ぶまれたことなどを踏まえ、2017年（平成29年）11月に書体の無償公開終了を発表した。2018年（平成30年）3月15日より、販売や配布を伴わない個人的用途を除いてフォントが有償化された。同日以前にリリースされたフォントプログラムは法的に使用できなくなっている。
なお有償契約の新規申し込みは2020年（令和2年）10月31日に終了し、2021年（令和3年）1月1日より、日本国内向けはドネーションウエア形態に統一されることとなった。寄付金額が一定額に達する度に、無償版の申し込みを受け付ける予定である。